# Miklós Vámos
Dans le nom hongrois Vámos Miklós, le nom de famille précède le prénom, mais cet article utilise l’ordre habituel en français Miklós Vámos, où le prénom précède le nom.
Miklós Vámos, né Tibor Vámos le 29 janvier 1950 à Budapest, est un écrivain et dramaturge hongrois.